# Osservatorio di Nizza
L'osservatorio di Nizza (in francese Observatoire de Nice) è un osservatorio astronomico situato a Nizza sulla sommità del Mont Gros, a 370 metri sul livello del mare, nel cuore di una foresta di trentacinque ettari. Il costo della sua costruzione fu interamente sostenuto dal banchiere e filantropo Raphaël-Louis Bischoffsheim. L'architetto Charles Garnier ha progettato i 15 edifici originali, l'ingegnere Gustave Eiffel ha realizzato la base della grande cupola che protegge il telescopio principale. L'osservatorio è attualmente diretto da Thierry Lanz.

## Storia
I primi studi per la costruzione dell'osservatorio iniziarono nel 1878. Il banchiere Raphaël Bischoffsheim, appassionato di scienza e astronomia, acquistò l'area in cima al Monte Gros per installarvi un osservatorio. In seguito invitò il suo grande amico Charles Garnier a realizzare il progetto architettonico e quest'ultimo, sfruttando opportunamente la propria formazione come botanico, allestì un magnifico ambiente paesaggistico. Il sito comprende diciotto padiglioni di cui tredici portano la firma di Charles Garnier; tra questi edifici è incluso il grande telescopio equatoriale da 18 metri ed un telescopio più piccolo da 50 cm di diametro che ha permesso all'astronomo Auguste Charlois di scoprire circa 140 asteroidi. Il padiglione centrale ospita una biblioteca e gli uffici dei ricercatori; questi edifici si trovano al centro dei sentieri botanici del giardino, circondati da un oliveto di duecentocinquanta alberi acquistati da Charles Garnier.
Nel 1986 l'osservatorio di Nizza si fuse con il Centro di ricerca in geodinamica e astrometria (CERGA) per formare l'osservatorio delle Alpi Marittime, divenuto nel 1988 l'osservatorio della Costa Azzurra.
Nel 1992 è stato parzialmente classificato come monumento storico e nel 2001 ha ottenuto la completa certificazione di "Patrimonio del XX secolo".

## Architettura

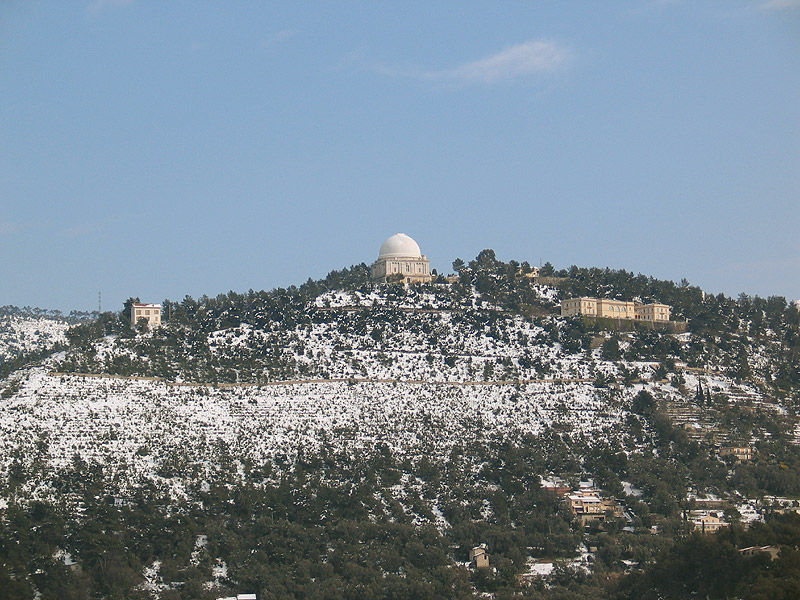
La collina su cui si erge l'osservatorio

L'edificio del grande telescopio a montatura equatoriale con la sua grande cupola, realizzato in pietra presso il vicino comune di La Turbie, è costituito da una base quadrata le cui quattro facciate, perfettamente simmetriche, sono identiche e animate dalla presenza di quattro colonne ioniche. La base dell'edificio è a forma di piramide con un piano a spalla che ricorda la forma di una mastaba egiziana. Sopra questa base è presente il muro circolare che sostiene la cupola.
La cupola ha un diametro interno di 22,4 metri ed esterno di 23,9 metri e pesa quasi 100 tonnellate. La particolarità è che poggia su un galleggiante anulare (acqua addizionata di cloruro di magnesio che forma una soluzione antigelo). Charles Garnier ha modificato il progetto originario per consentire un sistema parallelo di rotazione della cupola, grazie a dei rulli che rotolano su rotaie. Originariamente il movimento della cupola era effettuato con un semplice verricello manuale, finché nel 1888 fu installato un motore elettrico. Dopo il restauro dell'edificio nel 1969, la cupola si sposta ora su rotaia.

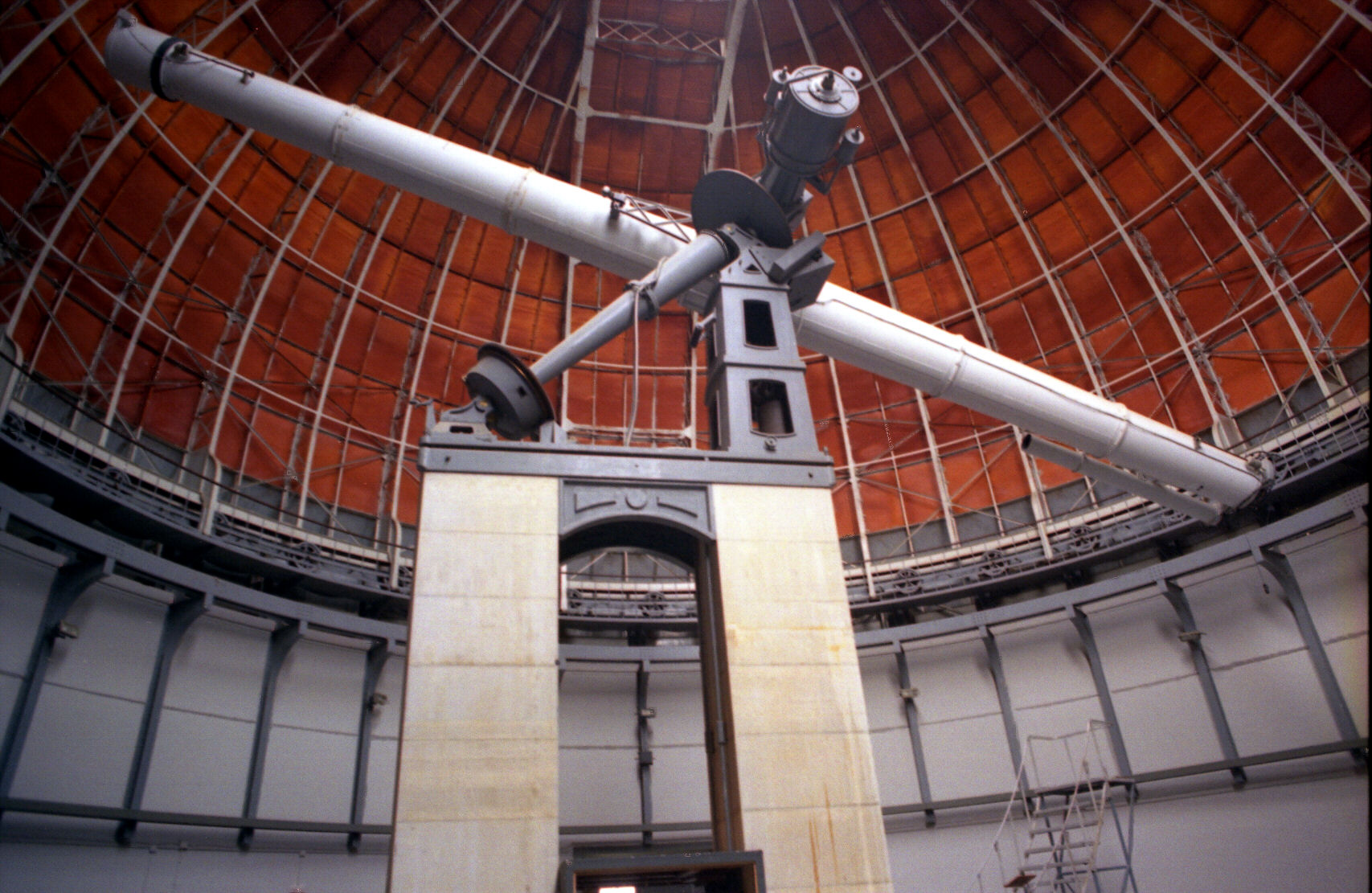
Il grande telescopio dell'osservatorio di Nizza

## Lo strumento principale
Il principale strumento dell'osservatorio di Nizza è un telescopio equatoriale di 18 metri di lunghezza dotato di un obiettivo di 76 centimetri di diametro. Fu operativo per la prima volta nel 1888 e all'epoca era il più grande telescopio al mondo. Rimase tale sino alla costruzione dell'osservatorio Lick, dotato di una lente del diametro di 91 centimetri.